# Courage C41
Chronologie des modèles
Courage C36 Courage C50
La Courage C41 est une automobile sport-prototype. En 1994, Yves Courage décide de faire une incursion en Championnat IMSA GT. Pour cela, il lance la conception et la réalisation de la Courage C41, capable d'évoluer également aux 24 Heures du Mans.

## Développement
Selon le designer de la C41, Paolo Catone : « l'idée de la voiture était d'avoir une base commune pour la réglementation 94 du Championnat IMSA GT et les 24 Heures du Mans, c'est-à-dire une voiture à fond plat avec de petites différences. »
La C41 a été construite autour d'une monocoque en fibre de carbone qui avait une plaque métallique arrière qui permettait l'installation de différents moteurs. Le tube de carbone en soi était un changement de désign en soi comme les voitures du Championnat du Monde de Sport de deuxième génération. C'était aussi une étape audacieuse pour une voiture de course client compte tenu des coûts inhérents. Mais il prévoyait un noyau central très rigide et permettait l'utilisation d'une grande variété de moteurs clients potentiels.
Le refroidissement était plus que suffisant avec l'air aspiré dans la voiture autour de la monocoque, via des conduits situés à gauche et à droite de la coque, bien qu'une partie de l'air de refroidissement soit également entrée de l'échappement du diffuseur avant. La voiture a été conçue pour la flexibilité, et tout au long de sa carrière des V8 normalement aspirés, des turbo V8  et turbo flat-sixes ont été installés sans problèmes.
Une première «maquette» a été produite par Marcel Hubert, le designer de Courage, mais elle n'a jamais dépassé le stade du concept. Le modèle de Hubert présentait une longue queue élégante mais n'a jamais vu l'intérieur d'une soufflerie.
À la suite du départ à la retraite de Marcel Hubert, Paolo Catone a commencé le travail de conception sur la C41 au début de 1994 avec le premier test en soufflerie en avril de cette année. La Courage C41 a été conçu en utilisant la soufflerie équipé d'un tapis roulant de type Sardou et d'un modèle à échelle de 30% . Selon Paolo Catone, «le budget n'était pas très élevé, nous n'avons passé que 1 ou 2  session pour chaque étape majeure du développement. Nous avons utilisé la soufflerie plus largement pour la voiture suivante ( Courage C60)»
La conception a été finalisée en juillet 1994 et la première voiture a été achevée (motorisée par un Chevrolet) en octobre avec le premier test (avec Henri Pescarolo au volant) le 6 de du mois.   

## Résultats sportifs
| Course            | Date          | no | Écurie              | Pilotes                                         | Châssis           | Classement                    |
| Course            | Date          | no | Écurie              | Pilotes                                         | Moteur            | Classement                    |
| ----------------- | ------------- | -- | ------------------- | ----------------------------------------------- | ----------------- | ----------------------------- |
| 24 Heures du Mans | 17 au 18 juin | 11 | Courage Compétition | Henri Pescarolo Franck Lagorce Éric Bernard     | C41-001           | Abandon : problème électrique |
| 24 Heures du Mans | 17 au 18 juin | 11 | Courage Compétition | Henri Pescarolo Franck Lagorce Éric Bernard     | Chevrolet 5.0L V8 | Abandon : problème électrique |
| 24 Heures du Mans | 17 au 18 juin | 12 | Courage Compétition | Eric van de Poele Olivier Beretta Matjaz Tomlje | C41-002           | Non Qualifié                  |
| 24 Heures du Mans | 17 au 18 juin | 12 | Courage Compétition | Eric van de Poele Olivier Beretta Matjaz Tomlje | Chevrolet 5.0L V8 | Non Qualifié                  |

| Course                  | Date           | no | Écurie             | Pilotes                                                          | Châssis           | Classement                           |
| Course                  | Date           | no | Écurie             | Pilotes                                                          | Moteur            | Classement                           |
| ----------------------- | -------------- | -- | ------------------ | ---------------------------------------------------------------- | ----------------- | ------------------------------------ |
| 24 Heures de Daytona    | 4 au 5 février | 36 | Wheel Works Racing | Eric van de Poele Rick Sutherland Jean-Paul Libert Steve Fossett | C41               | Abandon                              |
| 24 Heures de Daytona    | 4 au 5 février | 36 | Wheel Works Racing | Eric van de Poele Rick Sutherland Jean-Paul Libert Steve Fossett | Chevrolet 5.0L V8 | Abandon                              |
| 12 Heures de Sebring    | 16 mars        | 9  | Scott Schubot      | Scott Schubot Jérôme Policand                                    | C41-002           | Abandon                              |
| 12 Heures de Sebring    | 16 mars        | 9  | Scott Schubot      | Scott Schubot Jérôme Policand                                    | Chevrolet 5.0L V8 | Abandon                              |
| 12 Heures de Sebring    | 16 mars        | 36 | Wheel Works Racing | Jean-Paul Libert Steve Fossett Rick Sutherland Dean Hall         | C41               | Abandon                              |
| 12 Heures de Sebring    | 16 mars        | 36 | Wheel Works Racing | Jean-Paul Libert Steve Fossett Rick Sutherland Dean Hall         | Chevrolet 5.0L V8 | Abandon                              |
| 3 Heures Road Atlanta   | 21 avril       | 9  | Scott Schubot      | Scott Schubot                                                    | C41-002           | 6e                                   |
| 3 Heures Road Atlanta   | 21 avril       | 9  | Scott Schubot      | Scott Schubot                                                    | Chevrolet 5.0L V8 | 6e                                   |
| 500 mile du Texas       | 5 mai          | 9  | Scott Schubot      | Scott Schubot                                                    | C41-002           | Voiture accidentée durant les essais |
| 500 mile du Texas       | 5 mai          | 9  | Scott Schubot      | Scott Schubot                                                    | Chevrolet 5.0L V8 | Voiture accidentée durant les essais |
| 1 h 45 min de Lime Rock | 27 mai         | 9  | Scott Schubot      | Scott Schubot                                                    | C41-002           | 14e                                  |
| 1 h 45 min de Lime Rock | 27 mai         | 9  | Scott Schubot      | Scott Schubot                                                    | Oldsmobile        | 14e                                  |
| 3 Heures de Sears Point | 14 juillet     | 9  | Scott Schubot      | Scott Schubot                                                    | C41-002           | 7e                                   |
| 3 Heures de Sears Point | 14 juillet     | 9  | Scott Schubot      | Scott Schubot                                                    | Oldsmobile        | 7e                                   |
| 3 Heures de Mosport     | 25 août        | 9  | Scott Schubot      | Scott Schubot                                                    | C41-002           | Ne participe pas                     |
| 3 Heures de Mosport     | 25 août        | 9  | Scott Schubot      | Scott Schubot                                                    | Oldsmobile        | Ne participe pas                     |
| 2 Heures de Dallas      | 1er septembre  | 9  | Scott Schubot      | Scott Schubot                                                    | C41-002           | 14e                                  |
| 2 Heures de Dallas      | 1er septembre  | 9  | Scott Schubot      | Scott Schubot                                                    | Oldsmobile        | 14e                                  |
| 3 Heures de Daytona     | 6 octobre      | 9  | Scott Schubot      | Scott Schubot                                                    | C41-002           | Ne participe pas                     |
| 3 Heures de Daytona     | 6 octobre      | 9  | Scott Schubot      | Scott Schubot                                                    | Oldsmobile        | Ne participe pas                     |